# 2005 JB186
2005 JB186, também escrito como 2005 JB186, é um objeto transnetuniano que está localizado no Cinturão de Kuiper, uma região do Sistema Solar. Ele possui uma magnitude absoluta de 7,8 e tem um diâmetro estimado com 121 km.

## Descoberta
2005 JB186 foi descoberto no dia 10 de abril de 2005 pelos astrônomos P. A. Wiegert e A. Papadimos.

## Órbita
A órbita de 2005 JB186 tem uma excentricidade de 0,107 e possui um semieixo maior de 41,579 UA. O seu periélio leva o mesmo a uma distância de 37,122 UA em relação ao Sol e seu afélio a 46,037 UA.